# Повіт Каваті (Тотіґі)
Пові́т Кава́ті  (яп. 河内郡, かわちぐん, МФА: [kawat͡ɕi guɴ]) — повіт в префектурі Тотіґі, Японія.